# Етюд в червено
„Етюд в червено“ (на английски: A Study in Scarlet) е роман на Артър Конан Дойл, публикуван за първи път през 1887 г. В него за първи път се появява героят на Дойл Шерлок Холмс, който впоследствие ще се окаже един от най-известните детективи в литературата.

## Сюжет
Внимание:  Текстът по-долу разкрива сюжета на произведението (или части от него)!
Получавайки тежка рана по време на военната си служба в Индия, през 1878 г. в Лондон се завръща пенсионираният военен лекар Джон Х. Уотсън. След известно време, той започва да изпитва финансови затруднения и му се налага да намери по-евтино жилище, за предпочитане с още някого. По съвет на свой приятел Уотсън се среща с един млад мъж, мистър Шерлок Холмс, който също търси съквартирант за наемане на апартамент на Бейкър Стрийт 221Б. След лична среща Уотсън и Холмс се съгласяват на съвместно съжителство.
Живот на Холмс предизвиква в Уотсън огромно любопитство. При Холмс постоянно ходят някакви хора, а той редовно прави химични експерименти. При разговорите им Холмс демонстрира ту изумителни знания, ту невероятно невежество. В опитите си да разгадае професията на Холмс, Уотсън съставя дори един смешен „документ“: „Шерлок Холмс – сфера на интересите му“. Въпреки това, Уотсън така и не може да разбере какво прави Холмс.
Скоро, докато чете получено писмо, Холмс сам казва на Уотсън, че е частен детектив, понякога срещу заплащане, а често безплатно помага на полицията и на частни лица в разследването на престъпления. Ето и сега към Холмс се обръща инспектор Грегсън, за да му помогне в разследване на убийство. Холмс предлага на Уотсън да отидат двамата, и на самото местопрестъпление научават, от инспектор Грегсън и от инспектор Лестрейд, още подробности.
През нощта в необитаема къща е бил намерен мъртъв американец, Инок Дж. Дребър, от Кливланд, Охайо, който не е имал наранявания, но на пода до него има кървави петна. В джобовете на убития са намерени билети на името на Дребър и на личния му секретар, Джоузеф Стангърсън, а до тялото Лестрейд е намерил дамски златен годежен пръстен.
Холмс започва оглед на местопрестъплението, а след това подробно разпитва полицая, който е открил тялото. Изяснява се, че близо до къщата полицаят за малко да задържи някакъв пияница със зачервено лице. А това сигурно е бил убиецът, който се е престорил на пиян. Престъпникът е рискувал да се върне в къщата, където е изпуснал златния пръстен.
На стената откриват написана с кръв думата „Rache“, което според полицията е началната част от името Рейчъл, което убиецът не е могъл да довърши. Според Холмс обаче думата идва от немски, трябва да се чете „рахе“ и означава „мъст“. Той смята, че убиецът е висок мъж, с тъпи обувки, пушач и кара кабриолет.
Холмс дава обява в един вестник за намерения пръстен, и скоро на „Бейкър Стрийт“ идва една „дама“, която се оказва преоблечен мъж. „Дамата“ взема пръстена (който всъщност е фалшификат, тъй като истинският се съхранява в полицията), но да задържат „дамата“ не успяват.
Едновременно с това, полицията разследва енергично случая. Инспектор Грегсън установавя, че Дребър е живял в пансион, собственост на г-жа Шарпантие, и грубо се домогвал до дъщеря ѝ Алис. Узнавайки за това братът на Алис, лейтенант Артър Шарпантие, е изхвърлил негодника през вратата на пансиона. Грегсън арестува Шарпантие, тъй като предполага, че Артър е проследил и убил Дребър.
Инспектор Лестрейд подозира в убийството Джоузеф Стангърсън и затова започва активно да го издирва. Лестрейд намира Стангърсън в хотела, в заключена стая и убит с нож. В Стаята е намерена странна кутия с две хапчета. По-късно се оказва, че една от таблетките е напълно безвредна, а другата – отровна.
Идвайки на Бейкър Стрийт, Грегсън и Лестрейд разказват за всичко на Шерлок Холмс. В отговор, Холмс заявява, че делото е разкрито и убийства повече няма да има. След известно време, в апартамента идва извикания от Холмс файтонджия, за да му помогне при пренасянето на багаж. Холмс умело поставя белезници на файтонджията и обявява, че този човек на име Джеферсън Хоуп е убиеца на Дребър и Стангърсън. Хоуп жестоко се съпротивлява, но успяват да го задържат.
По-късно се оказва, че Хоуп има сериозно сърдечно заболяване (аневризма на аортата), и той е жив само в продължение на няколко дни. Ето защо, преди смъртта си, честно и откровено разказва всичко на Холмс и полицията. Оказва се, че тази история е започнала преди много години в Съединените щати...
...След като правителството на САЩ започва да преследва сектата на мормоните, мормоните решават да се преместят цялата си общност в щата Юта. Докато пътуват мормоните случайно срещат Джон Фериър и малкото момиче Луси. Групата от преселниците се загубва и почти всички са умрели от глад и болести. Фериър и Луси са оживели, и Фериър приема Луси като собствена дъщеря. Мормоните се съгласяват да ги вземат със себе си, но при едно условие: Фериър и Луси трябва да приемат техните религиозни вярвания и обичаи.
Фериър и дъщеря му започват нов живот в Солт Лейк Сити, столицата на щата Юта. Джон Фериър забогатява, а Луси израства и става много красива девойка. Но ръководителят на сектата е бил недоволен от поведението им. Джон Фериър отказва, според обичаите на мормоните, да се омъжи за няколко жени, той никога не оженва. А Луси отказва на синовете на главните старейшини – Дребър и Стангърсън. Тя се влюбва в един млад ловец, Джеферсън Хоуп, който не е мормон.
Скоро, главата на мормоните, Бригам Янг, дава на Фериър ултиматум: дъщеря му да се омъжи за един месец. Фериър е изпраща на Хоуп писмо с молба за помощ, и в последния момент Хоуп успява да вземе бащата и дъщерята от Солт Лейк Сити. Те избягват от Юта, но преследвачите ги настигат. Джоузеф Стангърсън убива Джон Фериър, а Луси насилствено е омъжена за Инок Дребър. Не след дълго, в резултат на станалото, Луси е починала. Джеферсън Хоуп бе принуден да се укрие, но копнее да отмъсти за смъртта на любимата си и баща ѝ.
Хоуп дълго преследва Дребър и Стангърсън, първо в Съединените щати, а след това в Европа. Постепенно Хоуп решава не просто да ги убие, а да придаде на този акт вид на възмездие. Затова Хоуп е направил и носил със себе си две безвредни и две отровни хапчета. При среща с враговете си, той планира да им даде възможност за избор на една от двете таблетки, а останалата да изпие сам, за да реши съдбата кой да живее и кой да умре.
Идвайки в Лондон Хоуп започва работа като файтонджия следвйки навсякъде Дребър и Стангърсън. Веднъж му се отдава да хване Инок Дребър и да го заведе в празна къща. Там той му казва, че ще си отмъсти и му предлага избор на едно от двете хапчета. Дребър избира отровното хапче и умира. О силното вълнение от носа на Хоуп руква кръв и затова в близост до трупа на Дребър са намерени множество петна от кръв.
После идва ред на Стангърсън. Хоуп влиза в стаята му през прозореца, и му предложил да избира, но Стангърсън се хвърля върху Хоуп, и тогава той го убива с нож. Няколко дни по-късно, Хоуп е извикан на Бейкър Стрийт 221Б, уж за да пренесе багаж, и там е арестуван от Шерлок Холмс. След изслушване на тази дълга и истинска история, Грегсън и Лестрейд отвеждат Хоуп в полицията. Няколко дни по-късно той умира в затвора.
По-късно Холмс обяснява на Уотсън логиката на разследването си. Когато в близост до тялото на Дребър е намерен пръстен на жена, Холмс веднага предполага, че убийството е станало заради някаква жена, имаща отношение и към престъпника, и към убития. Холмс се обръща към полицията в Съединените щати, и оттам му отговарят, че Дребър се е обръщал към властите да го предпазят от някой си Джеферсън Хоуп. Така Холмс научава името на предполагаемия убиец. по време на огледа на следите около къщата, където става първото убийство, Холмс установява, че около нея е стоял кон впрегнат в карета. И Холмс се досеща, че убиецът трябва да е самия файтонджия. Изпращайки група улични момчета във всички транспортни офиси в Лондон да търсят Хоуп, Холмс скоро го открива вика на Бейкър Стрийт.
Няколко дни по-късно, иронично подсмихвайки се, Холмс показва Уотсън вестник, в който се казва, че само заради уменията и таланта на полицейските инспектор Лестрейд и Грегсън е арестуван опасния убиец Джеферсън Хоуп. Шерлок Холмс се споменава само веднъж в качеството на съвършено незначителен участник в разследването. Разгневен от тази несправедливост Уотсън обещава Холмс, че отсега всички проведени от Холмс разследвания ще бъдат записвани, и публиката със сигурност ще узнае цялата истина.
| „ | – Записал съм всички факти в дневника си и читателите ще ги узнаят. А междувременно ще трябва да се задоволите с чувството че сте успели. | “ |

Така започва едно приятелство и приключенията на Шерлок Холмс и д-р Уотсън...

## Адаптации
Романът е екранизиран през 1914 г. в САЩ в ням филм с участието на Джеймс Брагинтън в ролята на Холмс. Брагинтън всъщност е обикновен счетоводител, който е избран заради физическата си прилика с илюстрациите към изданията. През същата година е направен и друг ням филм с участието на Франсис Форд като Холмс и Джон Форд като Уотсън. Двата филма са загубени поради използването на некачествени материали. 
През 1933 г. е филмиран отново в САЩ с участието на Реджиналд Оуен като Холмс и Уорбъртън Гембъл като Уотсън.